# Zackzack
Zackzack (Eigenschreibweise: ZackZack), früher zackzack.at, ist ein österreichisches Online-Medium, das auf Initiative von Peter Pilz, einem ehemaligen Abgeordneten des österreichischen Nationalrates für die Grünen und für die Liste Peter Pilz / Jetzt – Liste Pilz gegründet wurde, der bei Zackzack auch Funktionen als Autor, Herausgeber und Gesellschafter innehat.

## Geschichte
Das Medium richtet sich nach eigener Darstellung an eine Leserschaft, die sich für „kritische und investigative Berichterstattung über Politik, Medien und die wirtschaftliche Elite des Landes“ Österreich interessiert. Obgleich ausschließlich als Online-Medium erscheinend, bewirbt sich Zackzack als „Tageszeitung mit Haltung. Den Tatsachen verpflichtet“.
Zackzack wurde auf Initiative von Peter Pilz vom Bildungsverein Offene Gesellschaft als Parteiakademie der Liste Jetzt (zuvor: Liste Pilz) mit Mitteln des Parlamentsklubs der Liste Jetzt im Jahr 2019 gegründet.
Der Bildungsverein Offene Gesellschaft fördert nach eigener Aussage „insbesondere staatsbürgerliche und kulturelle Bildung sowie gesellschaftliche Erkenntnisse“. Vorstandsmitglied beim Bildungsverein Offene Gesellschaft war bis zu ihrem überraschenden Tod im Jahre 2019 Gabriela Moser, eine langjährige Parteikollegin von Peter Pilz bei den Grünen.
Die Namensgebung von zackzack lehnt an die Äußerung des ehemaligen österreichischen Vize-Kanzlers Heinz-Christian Strache im die Ibiza-Affäre auslösenden „Ibiza-Video“ an, in dem Strache die Absetzung unliebsamer Journalisten mit der Formulierung „zack zack zack“ verbal unterstrich. Wie Peter Pilz betonte, fand auch die Gründung von Zackzack selbst als Reaktion auf die Ibiza-Affäre statt: „Weil Ibiza mitten in Österreich ist.“
Peter Pilz fungiert bei Zackzack als ehrenamtlicher Herausgeber und ist auch als Redakteur tätig. Die Position des Chefredakteurs hatte bis Frühjahr 2023 Benjamin Weiser inne, als aus wirtschaftlichen Gründen die Redaktion erheblich verkleinert werden musste.
Das Magazin hatte nach eigener Auskunft im Jahr 2021 ein Jahresbudget von etwa einer Million Euro. Im Jahr 2024 verfügte zackzzack.at über ein Budget von rund einer Viertel Million Euro, das von circa 1500 zahlenden Mitgliedern stammt, und ist schuldenfrei.
Subventioniert wurde das Medium in den Jahren 2020 sowie 2021 mit jeweils 100.000 Euro von der Stadt Wien.
Zackzack war im Jahr 2022 auf Platz 14 der meistgelesenen Onlinemedien Österreichs, in Wien belegte man Platz 9.

## Klagen gegen Zackzack
Zackzack sah sich wiederholt mit SLAPP-Klagen konfrontiert, die einen enorm hohen Streitwert aufwiesen und aufgrund des damit einhergehenden Kostenrisikos von existenzbedrohendem Ausmaß für Zackzack waren.
Der ehemalige österreichische Unternehmer René Benko hat gegen Zackzack Klage angestrengt, um zu verhindern, dass weiterhin kritisch über die Vorgänge rund um den Verkauf seiner Kika/Leiner-Möbelhäuser an die Signa Holding berichtet wird. Diese Klage wurde öffentlich als Einschüchterungsklage kritisiert und größtenteils von zackzack.at gewonnen.
Der österreichische Gastrounternehmer Martin Ho forderte nach Berichten über angeblichen Drogenhandel in seinen Lokalen eine Million Euro für die Wiederherstellung des guten Rufs.
Bettina Glatz-Kremsner, ehemalige Chefin der Casinos Austria, strengte ein Verfahren wegen der Berichterstattung rund um die Casinos Austria Affäre an. Im Rahmen einer Spendenaktion wurden 26.000 Euro zur Deckung der Gerichtskosten gesammelt.
Auch der ehemalige FPÖ-Klubobmann Johann Gudenus strengte mehrere Klagen gegen Zackzack an.

## Gesellschafterstruktur
Im November 2020 hat der Bildungsverein Offene Gesellschaft seine Anteile und Titelrechte an zackzack.at an die Zack Media GmbH zum Preis von einem Euro übertragen. Der Bildungsverein ist mit 51 % größter Gesellschafter an der Zack Media GmbH, gefolgt von Peter Pilz mit 26 %. Der Bildungsverein teilte sich zu diesem Zeitpunkt mit der Zack Media GmbH Räumlichkeiten am Wiener Reumannplatz.